# Gallus Anonymus

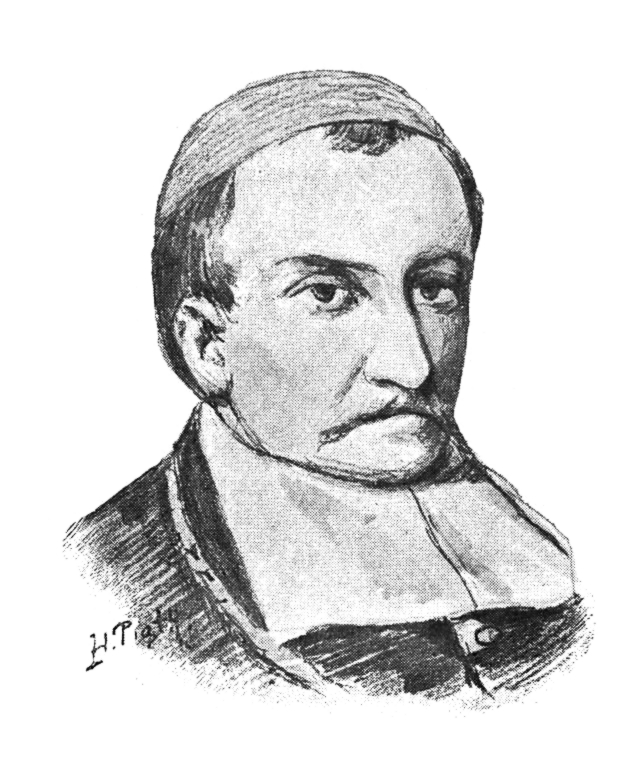
Gallus Anonymus door Henryk Piątkowski, 1898

Gallus Anonymus (Pools: Gall Anonim) was een 12e-eeuwse anonieme geschiedschrijver en auteur van Gesta principum Polonorum aan het hof van Bolesław III van Polen. Hij wordt gezien als de eerste historicus die Polen heeft beschreven.

## Biografie
Voor zijn tijd aan het hof van Bolesław III van Polen in Praag, verbleef Gallus een tijdlang in Hongarije, vermoedelijk in de abdij van Somogyvár.
Over de identiteit van Gallus is weinig tot niets bekend. Sommige gaan er vanuit dat hij uit Zuid-Frankrijk komt, anderen denken eerder aan Vlaanderen of Venetië. Onderzoekers menen overeenkomsten te zien in de ritmisch proza in de kroniek en de stijl van 11e- en 12e-eeuwse werken uit Midden-Frankrijk, in de regio van Tours en Orléans, wat zou betekenen dat Gallus in dit gebied heeft gestudeerd.